# 伊藤清 (軍人)
伊藤 清（いとう きよし、1921年（大正10年）11月 - 2012年（平成24年）7月4日）は、日本海軍の零式艦上戦闘機のエース・パイロットの一人である。戦後、1947年（昭和22年）結婚により改姓して加藤 清（かとう きよし）となり、建設会社社長。

## 経歴

### 少年時代
1921年（大正10年）新潟県村上市で、6人兄弟の3男として生まれた。高等小学校を出て織物工場で働くが、海軍機関兵だった従兄の影響を受けて、1939年（昭和14年）6月1日横須賀海兵団に入隊し、教程を終えた10月に水雷艇「鴻」に乗組みとなった。1940年（昭和15年）11月、海軍飛行予科練習生丙2期生として土浦海軍航空隊に入隊した。大分海軍航空隊で戦闘機専修課程を修了し1941年（昭和16年）11月、台湾高雄で開隊したばかりの第三航空隊に配属となった。

### 戦争
猛訓練を経て、1941年12月8日太平洋戦争開戦。3空は戦果の拡大にともなって、フィリピン・ボルネオ・蘭印と次々に前進した。しかし当時3空の操縦士は日中戦争を経験してきた熟練者揃いで、新米の伊藤には中々出撃の出番は回って来ず、主に基地上空哨戒や留守番役であった。1942年（昭和17年）3月に大幅な人員入れ替えがあり、多くの熟練操縦士が転出して以降は伊藤にも出撃の機会が増えた。3空は3月から8月までの間に、チモール島クーパンやセレベス島ケンダリーを拠点にオーストラリアへの空襲を11回行ったが、伊藤はその内6回出撃している。この時期の連合軍戦闘機は主にP-40で零戦の相手にはならず、対空砲も散発的で余裕をもった戦いができた。ガダルカナル攻防戦の激化にともない、伊藤ら3空の25機が9月から2か月間ラバウルに派遣された。10月3日のガダルカナル攻撃時、燃料コックの故障によって燃料不足となり、ギゾ島近海に不時着水し、5-6時間の漂流後、ガダルカナル島に輸送途中の駆逐艦に救助された。この2か月間での伊藤の戦果はP-39を1機撃墜したのみであった。

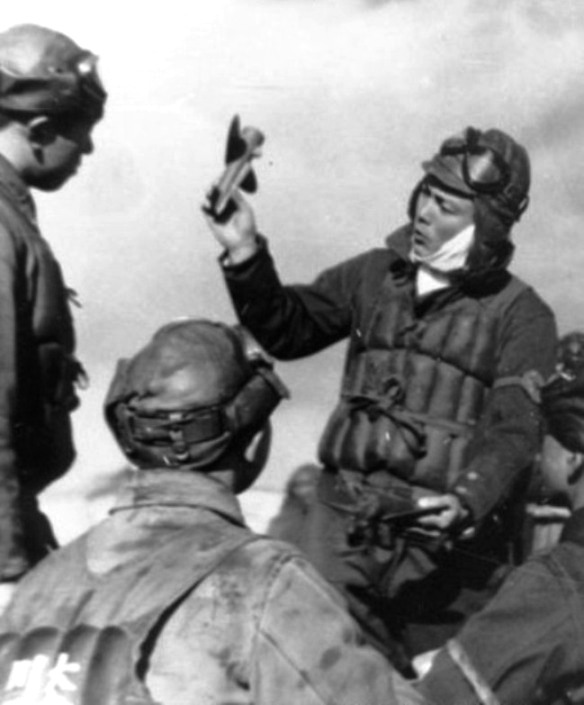
大分空で指導する伊藤（右）

11月にクーパンに戻ってからはしばらく平穏であった。油田地帯を控えて訓練用燃料が豊富なため隊員の練度も高かった。1943年（昭和18年）1月、連合国はイギリスよりスピットファイアを約100機送り、北アフリカ戦線を経験した熟練操縦士を揃える航空隊を増強した。この情報をつかんだ日本軍は再びダーウィン方面への航空攻撃を行った。3月2日から9月7日まで10回に及ぶ攻撃が行われ、202空（3空より改名）は計101機撃墜（内不確実20、豪側記録によれば38機損失）、味方損失3機を報じている。伊藤はこの10回の攻撃すべてに参加した。11月伊藤は内地帰還となるに先だって、撃墜破32機（撃墜23、地上撃破9）の功績により、202空司令より特別表彰および特別善行章を送られている。
内地に戻った伊藤は大分空、次いで筑波空で先任教員として多くの戦闘機操縦士を練成した。1944年（昭和19年）11月、筑波空の教官教員要員で邀撃戦闘機隊が編成された。1945年（昭和20年）2月16-17日、連合軍機動部隊による空襲が行われ、伊藤ら筑波空教員たちも邀撃にあたった。以降は温存策をとったため、これが伊藤最後の空戦になった。その後筑波空姫路派遣隊で8月15日の終戦を迎えた。

### 戦後
郷里の村上に戻った伊藤は、母方の縁者が経営する建築会社「加藤組」に入社した。1947年（昭和22年）、経営者の長女と結婚し加藤と改姓した。以来加藤組は村上最大手の建築会社として公共事業を主体に成長した。加藤は1976年（昭和51年）に取締役社長に就任、1992年（平成4年）に会長に退くまで務めた。1980年（昭和55年）には紫綬褒章、1992年には建設大臣表彰を受賞した。2012年（平成24年）7月4日死去。